# Thảm sát Natchez

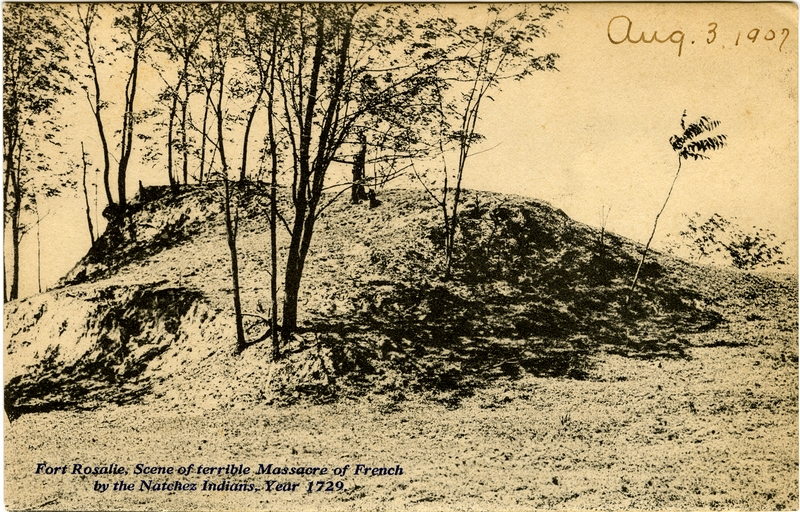
Đóng đổ nát Rosalie 1907 trên một bưu thiếp

Thảm sát Natchez là một cuộc nổi dậy bất ngờ chống lại thực dân Pháp ở khu vực nay là Natchez, tiểu bang Mississippi bởi người Anh Điêng Natchez ngày 29 tháng 11 năm 1729. Người Natchez đã sống cùng với những người Pháp trong hơn một thập kỷ trước khi vụ việc diễn ra, đã có trao đổi thương mại và lao động một cách hòa bình và thậm chí kết hôn với một số người Pháp thực dân. Tuy nhiên, các nhà lãnh đạo Natchez bị khiêu khích khi thực dân Pháp chỉ huy, Sieur de Chépart, yêu cầu đất từ một ngôi làng Natchez để làm đồn điền riêng của mình gần pháo đài Rosalie. Hơn 240 người đã thiệt mạng trong cuộc nổi dậy tiếp theo, hầu hết trong số họ những người Pháp, và pháo đài còn lại trong đống đổ nát.
Cuộc tàn sát phá hủy một số trang trại năng suất nhất của thuộc địa Louisiana, và gây nguy hiểm cho các lô hàng thực phẩm và hàng thương mại trên sông Mississippi. Kết quả là, nhà nước Pháp rút quản lý Louisiana khỏi Công ty Tây Ấn Pháp và trả lại quyền kiểm soát cho hoàng gia năm 1731. Toàn quyền thuộc địa, Étienne Perier đã được triệu hồi về Pháp vào năm 1732.

## Bối cảnh
Thực dân Pháp đã thành lập một pháo đài và một tiền đồn thương mại tại Natchez, Mississippi, 1717, và sau đó xây dựng một số đồn điền lớn hoặc các tô giới, cũng như các trang trại nhỏ hơn, trên đất có được từ những người Natchez. Quan hệ với các bộ lạc nói chung thân thiện, và một vài đàn ông Pháp thậm chí đã kết hôn và có con với phụ nữ Natchez. Tuy nhiên vào năm 1722 và 1723, các cuộc xung đột vũ trang ngắn đã nổ ra, rồi sau đó được giải quyết thông qua các cuộc đàm phán giữa toàn quyền Louisiana đốc Jean-Baptiste Le Moyne de Bienville và tù trưởng chiến tranh Natchez. Căng thẳng lại nổi lên khi quan chỉ huy mới, Chépart, yêu cầu đất ở trung tâm của một ngôi làng Natchez, những cư dân bản địa đã miễn cưỡng di dời mồ mả của tổ tiên của họ.